# 腰椎穿刺
腰椎穿刺（英文：Lumbar puncture或Spinal tap，常称LP）是一种将长针插入脊椎腔的诊断医学手段。其目的一般是获取腦脊液，以用于诊断性试验。腰椎穿刺的主要是为了诊断包括脑和脊椎在内的中枢神经系统的疾病，例如脑膜炎和蛛网膜下腔出血。有时腰椎穿刺本身也被作为一种疗法使用。高的颅内压是腰椎穿刺的禁忌症，因为脊椎腔压力的下降可能引起脑组织滑向脊椎。有时，病人有出血体质，此时安全的腰椎穿刺手续无法进行。另外，后硬膜穿刺头痛是一种常见的副作用。尽管如此，腰椎穿刺通常还是被认为是一种安全的程序。
腰椎穿刺手续常在局部麻醉和消毒后进行。然后，一根针管会被插入蛛网膜下腔，并收集脑脊液。收集到的液体可以被用在生物化学、微生物学和细胞病理学分析。进行穿刺抽取脑脊液或麻醉时，常选择第3、4或第4、5腰椎棘突间进针，以免损伤脊髓。

## 医学用途
腰椎穿刺的作用可以是协助诊断或者疾病治疗。

### 诊断用途
对腰椎穿刺时获得的脑脊液的化验可以用于排除中枢神经系统中的感染、炎症、和肿瘤类疾病。其中最为重要的一项是排除或确诊脑膜炎，因为脑膜炎是一种极为危险但容易治疗的疾病，而其除了腰椎穿刺之外，没有其他可靠的手段可以确诊。腰椎穿刺也可以用于诊断患者是否患有1型或2型布鲁士锥形虫病。由于婴儿更易感染脑膜炎，同时相对成年人，感染后更易表现出非典型症状，因此腰椎穿刺诊断脑膜炎是对不明原因发热的婴儿的诊断的例行手续。腰椎穿刺可以用于确诊或排除任何年龄层患者的蛛网膜下腔出血、脑水肿、良性颅内压升高和许多其他疾病。
腰椎穿刺也被應用於檢測腦脊髓液中的惡性腫瘤細胞，例如惡性腦膜炎或延髓母細胞癌。例如，在蛛網膜下腔出血的情況下，腦脊髓液中的紅血球（RBCs）數量若少於10/mm³，則檢測結果為陰性。100/mm³以上的紅血球數量則代表檢測結果為陽性。